# Agnes Obel
Agnes Caroline Thaarup Obel, född 28 oktober 1980 i Gentofte i Köpenhamn, är en dansk sångerska och låtskrivare. Hennes första album, Philharmonics, släpptes av Pias Recordings den 4 oktober 2010 i Europa. Philharmonics certifierades guld i juni 2011 av Belgian Entertainment Association (BEA) för försäljningen av 10 000 enheter. På Danish Music Awards i november 2011, vann Agnes Obel fem priser: Bästa album, bästa pop release, bästa debut artist, bästa kvinnliga artist och bästa låtskrivare.
Hon har bl.a. influerats av artisten Roy Orbison, men även av de franska tonsättarna Claude Debussy, Maurice Ravel och Erik Satie. Obel gillar också Edgar Allan Poe och fotograferna Sibylle Bergemann, Robert Mapplethorpe, Tina Modotti och Alfred Hitchcock. Hon är också ett stort fan av Nina Simone: "Jag har en fantastisk livealbum av Nina Simone där hon sjunger "Who Knows Where the Time Goes". Hennes röst verkar komma från ingenstans, magi." Agnes Obel gillar all sorts musik och har utöver klassisk musik hämtat inspiration från artister i många genrer, från Ernest Bloch (Schelomo) till Mort Garson (Zodiac - Cosmic Sounds) och The Smiths (How Soon Is Now?) till Françoise Hardy (Où va la chans).

## Diskografi

### Studioalbum
- 2010 - Philharmonics
- 2013 - Aventine
- 2016 - Citizen of Glass
- 2020 - Myopia

### Förlängda spelningar
- 2011 - iTunes Live à Paris
- 2013 - iTunes Festival: London 2013

### Singlar
- 2010 - "Riverside"
- 2010 - "Just So"
- 2011 - "Brother Sparrow"
- 2013 - "The Curse"
- 2013 - "Fuel to Fire"

### Andra topplistor låtar
- 2011 - "On Powdered Ground"
- 2011 - "The Christmas Song" (Smith & Burrows med medverkande av Agnes Obel)